# Numero di Hagen
Il numero di Hagen è un numero adimensionale usato nello studio di flussi forzati. È l'equivalente del numero di Grashof nel caso di flussi forzati.

## Definizione matematica
Viene definito come:
{\displaystyle {\mathit {Hg}}=-{\frac {1}{\rho }}{\frac {\mathrm {d} p}{\mathrm {d} x}}{\frac {L^{3}}{\nu ^{2}}}}
dove:
- {\displaystyle {\frac {\mathrm {d} p}{\mathrm {d} x}}} è il gradiente di pressione;
- L è una lunghezza caratteristica;
- {\displaystyle \rho } è la densità del fluido;
- {\displaystyle \nu } è la viscosità cinematica.

Nel caso della convezione naturale vale:
{\displaystyle {\frac {\mathrm {d} p}{\mathrm {d} x}}=\rho g\beta \Delta T}
per cui il numero di Hagen coincide in tal caso con il numero di Grashof.